# Corynoptera oblonga
Corynoptera oblonga är en tvåvingeart som beskrevs av Yang, Zhang och Yang 1993. Corynoptera oblonga ingår i släktet Corynoptera och familjen sorgmyggor.
Artens utbredningsområde är Guizhou (Kina). Inga underarter finns listade i Catalogue of Life.